# Photosynthesizing Dead in Warehouse
Photosynthesizing Dead in Warehouse ist ein südkoreanischer Essayfilm von Jeamin Cha aus dem Jahr 2024.

## Inhalt
In einem verlassenen Haus befinden sich Holzsockel mit Glasvitrinen, in denen verwesende Früchte ausgestellt sind. Ein Erzähler liest aus Briefwechseln über Kusōzu (九相図) vor, neun buddhistische Gemälde, die den Verfall zeigen. Die fragmentierte Korrespondenz fragt nach der menschlichen Beziehung zu Tod und Verfall.

## Produktion
Die Regisseurin Cha schloss ihren Bachelor of Arts 2010 an der Korea National University of Arts ab und ein Jahr später einen Master of Arts am Chelsea College of Art and Design. Seit 2014 stellt sie in Ausstellungen in Südkorea und der Welt aus. Darunter sind Werke der bildenden Kunst und Filminstallationen.
Der Film wurde ab dem 30. August 2024 im Ilmin Museum of Art als Teil des Werkes IMA Picks 2024 gezeigt. Auch war der Film Teil des Hauptwettbewerb des DMZ International Documentary Film Festival. Er wurde auf der Berlinale 2025 in der Sektion Forum Expanded gezeigt.